# Lambertus Gerardus Cornelis Ledeboer
Lambertus Gerardus Cornelis Ledeboer (Rotterdam, 30 september 1808 – Benthuizen, 21 oktober 1863) was een Nederlands predikant en stichter van de Ledeboeriaanse Gemeenten.
Ledeboer, zoon van de Rotterdamse lakenkopersfirmant Bernardus Ledeboer en Anna Christina van de Ende, studeerde theologie aan de Universiteit Leiden. Als voorganger van de Hervormde Gemeente van Benthuizen was hij het niet eens met een aantal zaken in de Nederlandse Hervormde Kerk. Hij wenste zich onder meer niet te onderwerpen aan de reglementen van 1816 en wilde niet dat er gezangen in de kerk werden gezongen. Demonstratief wierp hij de reglementenbundel en de gezangenbundel van de kansel en begroef die daarna in de pastorietuin. Aanvankelijk sloot Ledeboer zich aan bij de Afscheiding, maar was het niet eens met de formele erkenningsaanvraag bij de regering. Tijdens de Synode van december 1840 te Amsterdam verbrak Ledeboer zijn betrekking tot de Christelijk Afgescheiden Gemeenten. In 1841 werd hij door de Hervormde synode uit het ambt van predikant gezet. Ledeboer achtte zijn afzetting onwettig en erkende deze daarom niet. Hij preekte door totdat hij in de gevangenis terechtkwam. Van 1843 tot 1845 zat hij opgesloten in het Gravensteen te Leiden. Met name in de provincie Zeeland ontstonden Ledeboeriaanse gemeenten, onder meer door het werk van Pieter van Dijke die in 1851 door Ledeboer werd bevestigd te Sint-Philipsland.

## Familie

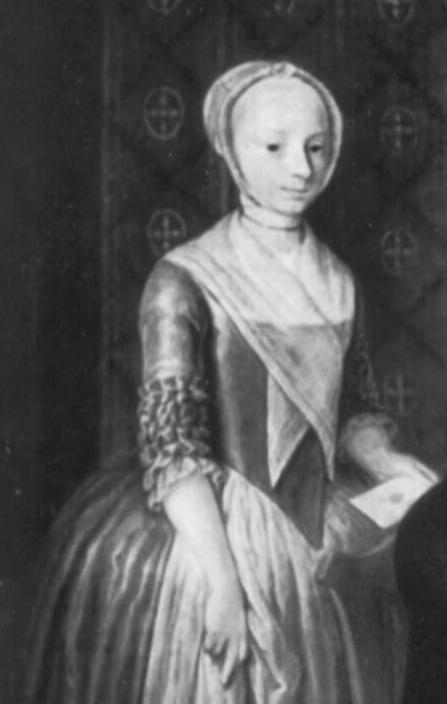
De moeder van Lambertus Ledeboer, Anna Christina van de Ende (1785) door Hieronymus Lapis

Ledeboer behoorde tot een geslacht van textielfabrikanten en predikanten. Zijn vader Bernardus Ledeboer was kerkelijk actief als diaken en ouderling. Hij behoorde tot de oprichters van het Nederlandsch Zendeling Genootschap in 1797 en was hiervan de eerste secretaris. Zijn broer Adrianus Marinus Ledeboer vervulde in Rotterdam een lectoraat in de medicijnen (in de ontleed- en natuurkunde van den mensch). Onder diens toezicht werd de nieuwe zaal van het theatrum anatomicum (de openbare snijzaal) gebouwd.

## Theologie
Ds. L.G.C. Ledeboer riep jonge mensen in zijn tijd op om ‘hun gedoopte voorhoofd aan de Heere te laten zien’.